# Кёсеиванов, Георгий
Георгий Иванов Кёсеиванов (болг. Георги Иванов Кьосеиванов; 19 января 1884, Пештера, Пазарджикская область — 27 июля 1960, Швейцария) — болгарский дипломат и политик, премьер-министр Болгарии в 53-м, 54-м, 55-м и 56-м правительствах (1935—1940).
Кёсеиванов изучал право в Париже (1905). Работал в дипломатических представительствах Болгарии в Риме (1912), Стамбуле (1913—1915), Берне (1918—1920), Берлине (1920), Париже (1923—1924) и Бухаресте (1925). После того был полномочным послом в Греции (1926—1931), Румынии (1931—1933) и Югославии (1933—1934).
Несколько месяцев в 1934—1935 годах Георгий Кёсеиванов был начальником Канцелярии царя Бориса III, после чего стал министром иностранных дел, а затем и премьер-министром. В конце 1940 года был назначен полномочным послом в Швейцарию (1940—1944), где остался после переворота 9 сентября 1944 года.